# Jessica Barth
Jessica Barth (Filadelfia, Pensilvania, 13 de julio de 1978) es una ex actriz de cine, televisión, voz, teatro y periodista estadounidense.

## Educación
Es licenciada en periodismo por la Universidad de La Salle de Filadelfia y en Arte dramático por la West Chester University of Pennsylvania de West Chester, donde se especializó en teatro y en escritura creativa.

## Carrera
Tras haber finalizado sus estudios universitarios, empezó realizando obras de teatro. 
Poco tiempo después, inició profesionalmente su carrera interpretativa, en el año 2003, debutando en el cine con la película Got Papers? y un año más tarde, en 2004, debutó en televisión con la serie The District.
Posteriormente ha aparecido en numerosas películas y series de televisión, entre las que destacan las películas Next, Superagente 86 y Ted interpretando el papel de Tami-Lynn (La Vane), por el que ganó un mayor prestigio y reconocimiento tanto nacional como internacional. Las series más destacadas en las que ha participado son The District, One on One, South of Nowhere, How I Met Your Mother, Days of Our Lives, CSI: Crime Scene Investigation, Cougar Town, Melissa & Joey y Parks and Recreation.
Entre 2007 y 2011 trabajó paralelamente como actriz de voz en la serie de animación Padre de familia, doblando los personajes de Sookie Stackhouse, Brandee y Kate Hudson.
Además, trabajó con el mismo papel en la segunda película de Ted, del director Seth MacFarlane, en 2015.
• su pareja desde 2015 es Danny Cusumano, con quien tiene 2 hijos actualmente.

## Filmografía

### Cine
| Año  | Título         | Papel                        |
| ---- | -------------- | ---------------------------- |
| 2003 | Got Papers?    | Angel                        |
| 2005 | The Catch      | Rachel                       |
| 2005 | Neo Ned        | ¿?                           |
| 2005 | Deserted       | ¿?                           |
| 2007 | Out of Balance | Natalie Palmer               |
| 2007 | Next           | Pretty Blonde                |
| 2007 | Mr. Blue Sky   | Sherry                       |
| 2008 | Superagente 86 | Auxiliar de vuelo            |
| 2009 | Portal         | Kim                          |
| 2009 | The Waterhole  | Sarah                        |
| 2012 | Político       | Carla                        |
| 2012 | Ted            | Tami-Lynn(La Vane en España) |
| 2015 | Ted 2          | Tami-Lynn(La Vane en España) |

### Televisión
| Año  | Título                         | Papel                        |
| ---- | ------------------------------ | ---------------------------- |
| 2004 | The District                   | Laurel Bettis                |
| 2005 | One on One                     | Chica atractiva              |
| 2006 | South of Nowhere               | Nicole                       |
| 2007 | How I Met Your Mother          | Chica de la iglesia (T2:C18) |
| 2007 | Days of Our Lives              | Lindy Elroy                  |
| 2008 | CSI: Crime Scene Investigation | Justine Stefani              |
| 2010 | Cougar Town                    | Sandy/Brandy                 |
| 2012 | Melissa & Joey                 | Kira                         |
| 2012 | Parks and Recreation           | Katherine                    |

### Doblaje
| Año       | Título           | Papel                                 |
| --------- | ---------------- | ------------------------------------- |
| 2007-2012 | Padre de familia | Sookie Stackhouse Brandee Kate Hudson |